# Bill Butchart
Bill Butchart, född 15 april 1933, död 1 april 2019, var en australisk friidrottare. Han deltog vid olympiska sommarspelen 1956.